# سلقين

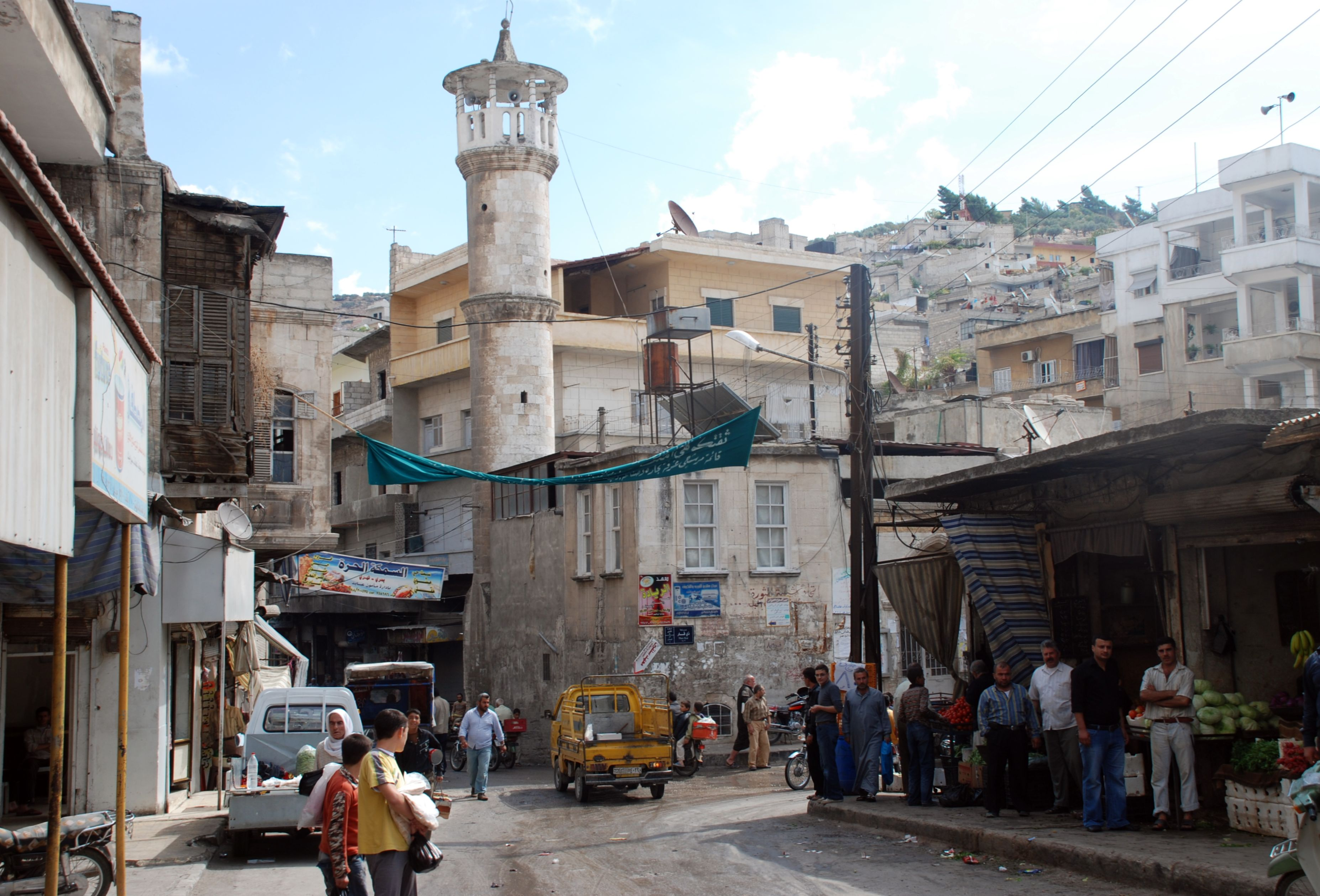
مسجد بمدينة سلقين

سلقين مدينة سورية تتبع منطقة حارم في محافظة إدلب في شمال غرب سوريا. تبعد عن مدينة حلب بحدود 80 كيلو متر وعن مدينة ادلب 46 كيلو متر وتقع ضمن منطقة في غاية الجمال وتمتلك اطلالة رائعة وخلابة على سهول الاسكندرون ونهر العاصي. ويبلغ عدد سكان سلقين ما يقارب 70 ألف نسمة ومع سكان ريفها تتجاوز 125 ألف نسمة[بحاجة لمصدر]، وتعتبر مركزا تجاريا وصناعيا رئيسيا لكافة القرى المحيطة بها وقد حظيت المدينة بتقدم عمراني كبير وفي كافة المجالات.

## أصل اسم سلقين
اختلفت الروايات في أصل كلمة سلقين بعض الباحثين يقولون (وهو الرأي الأرجح) أن اسم سلقين نسبة إلى باني المدينة الملك الروماني سلوقس (سلوقس الأول) الذي بناها كمصيف له لموقعها وجمال طبيعتها وهوائها كما بنى سلوقس العديد من المدن الأخرى في هذه المنطقة من سوريا مثل (اللاذقية وأنطاكية)، ومقولة أخرى تقول أن التسمية جاءت من طبيعتها الجبلية وموقعها الجغرافي حيث تمتد المدينة بين جبلين وترى بيوتها تحاول الصعود إلى قمة الجبلين ومن هنا جاء اسمها الذي يعني باللغة السريانية الصاعدون .

## الزراعة والصناعة
في مجال الزراعة تشتهر مدينة سلقين بزراعة أشجار الزيتون بشكل كبير والعديد من الأشجار المثمرة مثل الرمان والجوز واللوز والتين والكرمة وغيرها من الأشجار المثمرة المعروفة بجودتها العالية، وتتميز المنطقة بوجه عام بخصوبة الأرض وبخضرتها الدائمة وتنتج العديد من المنتجات الزراعية، والأكثر شهرة اشجار الزيتون الصوراني وبجودة ثمار الزيتون والزيت المعروف بالسلقيني.
وبالنسبة للصناعة يوجد في سلقين عدد من المنشآت والمعامل الصناعية الحديثة والتقليدية المتعلقة بالزيت والزيتون، وأهم هذه المصانع هي معامل عصر وفلترة الزيت زيت الزيتون ومنشآت لمشتقات هذه الصناعة ومصانع تعليب الزيتون الذي يصدر إلى أنحاء العالم.
كما ان سلقين بعقد الخمسينات ولحدود عقد السبعينات كانت تشتهر بالبساتين التي تنتج الخضار والفاكهة ومن أهم محاصيلها بتلك الفترة الجانرك والمشمش والشكر برة وكانت تغذي مدينة حلب بالبندورة والفليفلة الحمراء وتقلص كل ذلك بسبب الإصلاح الزراعي الذي تسبب بالقضاء على الملكية الخاصة التي كانت قادرة على التطوير الزراعي حتى كان إنتاج القطن من المواسم الهامة بمنطقة سلقين. وكانت سلقين متعددة المواسم من بداية الربيع والصيف بالفواكه والخضار إلى نهاية الشتاء بموسم الزيتون وأيضاً تشتهر بزراعة نبتة التبغ بنوعية جيدة وتشتهر أيضا بزراعة دوار الشمس.
وبتطبيق الإصلاح الزراعي تقلص وانحسر إنتاج أشجار الزيتون مع العلم ان البساتين كانت تغذيها عين جارية تمر بوسط سلقين ومنها إلى البساتين وقد جفت هذه العين بسبب البناء العشوائي غير المنتظم ويقال إن العين طمرت باساسات الأبنية.

## السياحة في سلقين
وفي المجال السياحي تمتلك مدينة سلقين العديد من المقومات السياحية من جمال الطبيعة وروعة واعتدال المناخ والمناطق الأثرية في سلقين والمنطقة المحيطة بها التي يخطط لأستثمارها بشكل صحيح مما تجعلها من المدن المستعدة لاستقبال ألوف من السياح والزوار سنويا، تمتلك العديد من المقاصف والمطاعم والمنتزهات التي تقدم خدمات سياحية جيدة وبأسعار مقبولة، هذا بالإضافة إلى المنتزهات الطبيعية وجود العديد من المعالم السياحية الشهيرة والآثار الهامة.

## مهرجان السياحة والتسوق في سلقين
يقام سنويا مهرجان سياحي رائع في مدينة سلقين يغص بالزوار من كل مكان وهو مهرجان سلقين للسياحة والتسوق الذي يزيد من ازدهار المدينة تجاريا وسياحيا.